# Hainsfarth

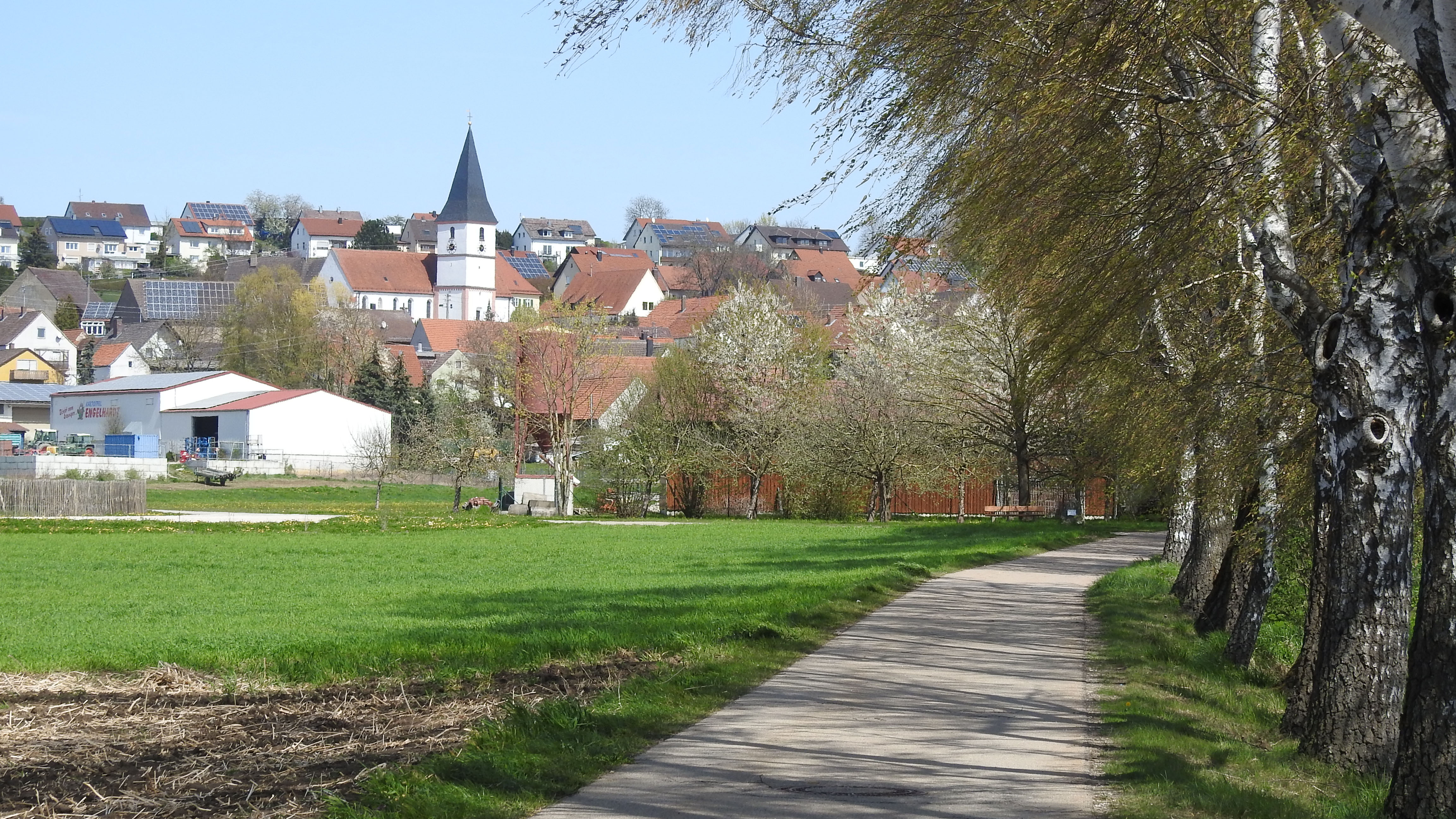
Hainsfarth von Süden

Hainsfarth ist eine Gemeinde im bayerisch-schwäbischen Landkreis Donau-Ries. Sie ist Mitglied der Verwaltungsgemeinschaft Oettingen in Bayern.

## Geographie

### Lage
Die Gemeinde liegt am nördlichen Rand des Nördlinger Rieses und in der Planungsregion Augsburg, der Ort Hainsfarth befindet sich etwa 1,5 km nordöstlich der Stadt Oettingen. Zwischen den beiden Orten fließt die Wörnitz. Die Staatsstraße St 2216 durchquert das Gemeindegebiet und den Hauptort in West-Ost-Richtung und verbindet ihn mit der Bundesstraße 466. Weiter südlich verläuft die St 2214 von Oettingen nach Megesheim.

### Gemeindegliederung
Die Gemeinde besteht aus zwei Gemarkungen, die in der Fläche den ehemaligen Gemeinden entsprechen, und hat sieben Gemeindeteile (in Klammern ist der Siedlungstyp und die Einwohnerzahl Stand 30. Juni 2016 angegeben):
- Hainsfarth (Pfarrdorf, 1198 E.) mit Aumühle (Einöde, 6 E.), Fürfällmühle (Einöde, 3 E.),  und Wornfeld (Weiler, 20 E.)
- Steinhart (Kirchdorf, 187 E.) mit Hasenmühle (Einöde, 4 E.) und Ziegelhütte (Einöde, 6 E.)

Die Wohnplätze Bahnposten (2 E.), Hefehof (3 E.) und Kreuzhof (1967 erbauter Aussiedlerhof, 8 E.) gehören zum Gemeindeteil Hainsfarth. Auch das direkt am Rand von Oettingen stehende Leprosenhaus (Kapelle St. Anna) ist kein Gemeindeteil.

## Geschichte

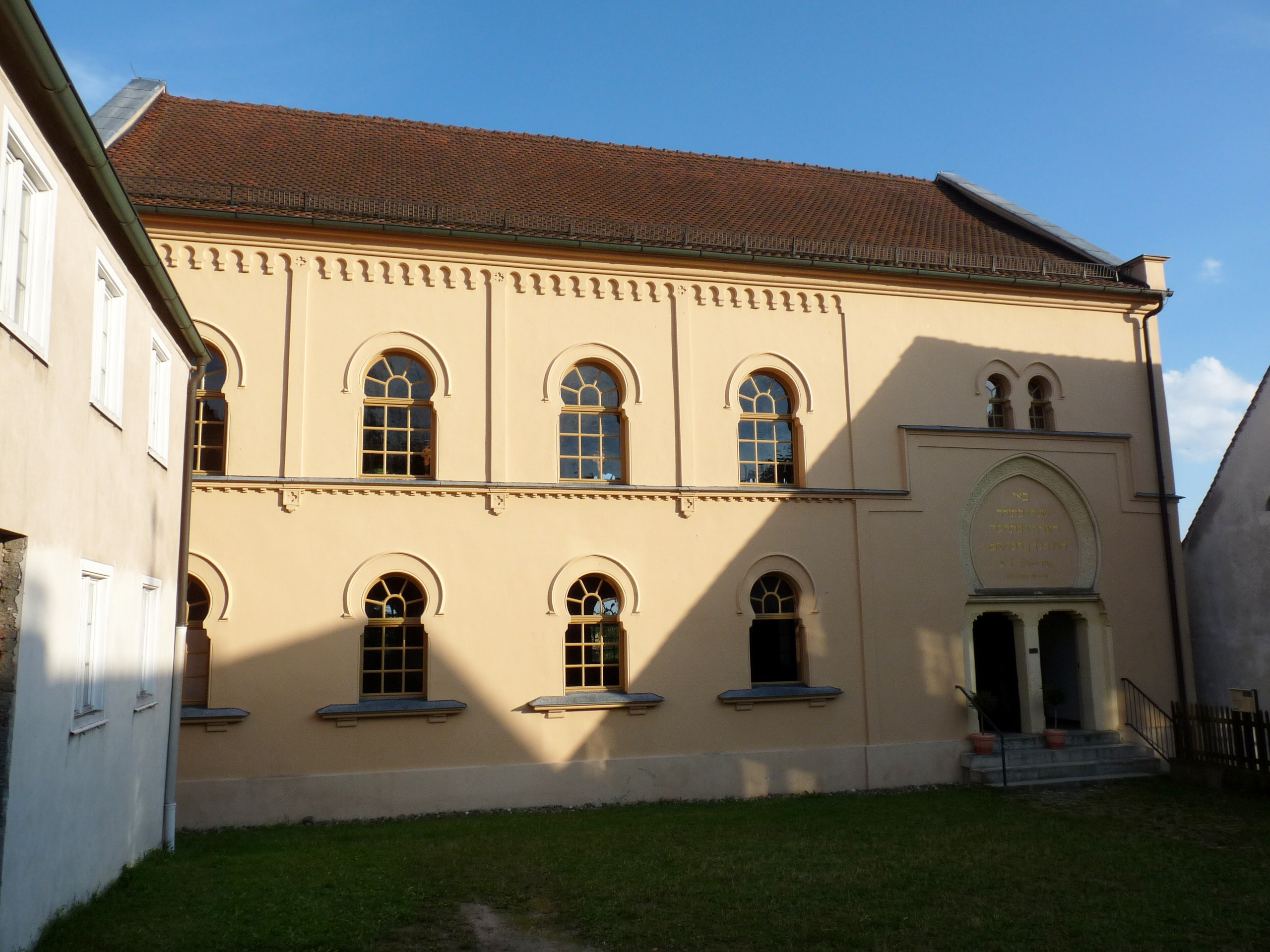
Die Synagoge

### Bis zur Gemeindegründung
Hainsfarth wird in den Schenkungsverzeichnissen des Klosters Fulda genannt. Diese beziehen sich auf die Zeit um das Jahr 800. Zur Zeit des Alten Reiches war das Dorf zwischen folgenden Landesherrschaften aufgeteilt: Domkapitel Eichstätt, Deutscher Orden, Markgrafschaft Brandenburg, Fürstentum Oettingen-Oettingen und Oettingen-Spielberg. Während der Oettinger Teil im Schwäbischen Reichskreis lag, gehörten die anderen Institutionen zum Fränkischen Reichskreis. Mit der Rheinbundakte 1806 kam der Ort zu Bayern. Hainsfarth lag im sogenannten Sicherungsdistrikt zwischen Oettingen und dem preußischen Fürstentum Ansbach. Im Zuge der Verwaltungsreformen im Königreich Bayern entstand mit dem Gemeindeedikt von 1818 die politische Gemeinde.

### Jüdische Gemeinde
Hainsfarth beherbergte im 19. Jahrhundert die größte jüdische Gemeinde in Schwaben. 1942, während des Holocaust, wurden die letzten jüdischen Einwohner von Hainsfarth deportiert und ermordet. Die restaurierte Synagoge und der jüdische Friedhof sind bis heute erhalten.

### Eingemeindungen
Im Zuge der Gebietsreform in Bayern wurde am 1. Januar 1976 die Gemeinde Steinhart mit ihren Gemeindeteilen Hasenmühle und Ziegelhütte eingegliedert.

### Einwohnerentwicklung
Zwischen 1988 und 2018 wuchs die Gemeinde von 1414 auf 1417 Einwohner bzw. um 0,2 %.
- 1961: 1318 Einwohner[6]
- 1970: 1466 Einwohner[6]
- 1987: 1443 Einwohner
- 1991: 1468 Einwohner
- 1995: 1524 Einwohner
- 2000: 1517 Einwohner
- 2005: 1485 Einwohner
- 2010: 1441 Einwohner
- 2015: 1419 Einwohner
- 2020: 1437 Einwohner

## Politik

### Bürgermeister
Erster Bürgermeister ist Klaus Engelhardt; er wurde am 10. März 2019 als einziger Kandidat mit 93,4 % gewählt. Die Amtszeit läuft bis 30. April 2026.
Sein Vorgänger seit Mai 2008 war Franz Bodenmüller, der aus gesundheitlichen Gründen zurückgetreten ist.

### Gemeinderat
Dem Gemeinderat gehören neben dem Ersten Bürgermeister zwölf Mitglieder an; in der Legislaturperiode 2020–2026 sind dies:
- Bürgerliste Hainsfarth (BH) 10 Sitze
- Freie Wählergemeinschaft Steinhart 2 Sitze

### Wappen
| Wappen von Hainsfarth | Blasonierung: „In Blau ein goldenes Segelboot mit silbernem Segel, darauf ein durchgehendes schwarzes Tatzenkreuz“ |
| Wappen von Hainsfarth | Wappenbegründung: Die Gemeinde führte bereits um 1810 ein Siegel, das ein Schiff zeigt. Es geriet in Vergessenheit. Das Schiff sollte wohl den zweiten Teil des Ortsnamens erklären. Das schwarze Tatzenkreuz weist auf den Deutschen Orden, der seit 1274 im Ort belegt ist und wichtiger Grundherr in Hainsfarth war. Dieses Wappen wird seit 1959 geführt. |

### Gemeindeflagge
Die vorherige Gemeindeflagge und das Gemeindewappen mussten durch eine neue Fahne und Wappen mit anderer Farbgebung ersetzt werden. Während der Vorbereitungen zur 1200-Jahr-Feier im Jahr 2005 wurde festgestellt, dass der ehemalige Bürgermeister, der 1993 die Fahnen erwarb, versäumt hatte, das Wappen und die Fahne genehmigen zu lassen. Weiß-Blau ist als Fahne in Bayern dem Freistaat vorbehalten, das Wappen verletzt die heraldischen Farbregeln. 2011 wurde entschieden, dass die neue Flagge drei Streifen (Blau-Weiß-Blau) haben soll, belegt mit dem neuen Wappen (in Weiß-Schwarz-Gelb).

### Partnerschaften
- Es gibt eine Partnerschaft mit der französischen Gemeinde Arzano (Bretagne).

## Bau- und Bodendenkmäler

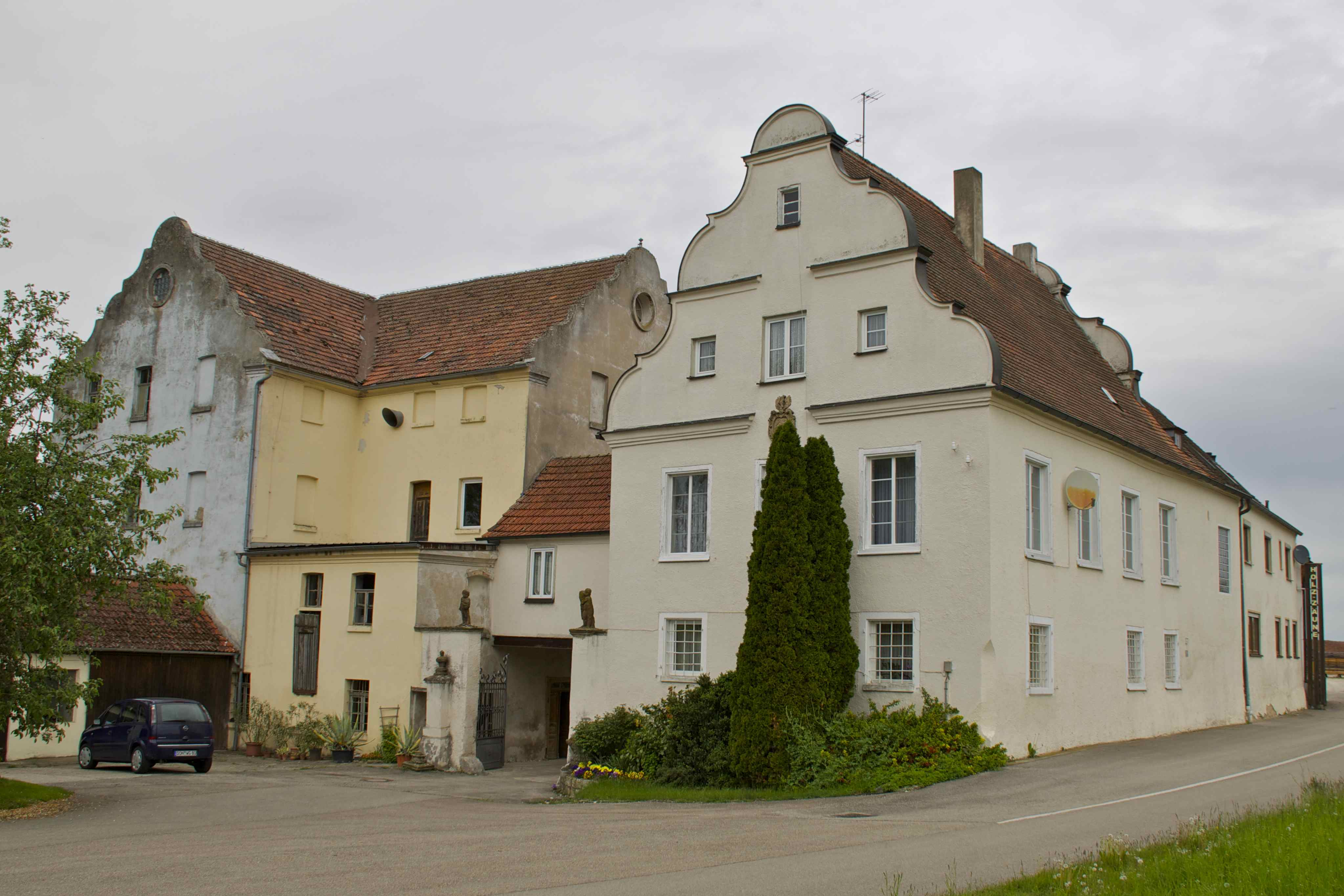
Die Aumühle

- Burgruine Steinhart

## Natur
Nördlich von Hainsfarth befindet sich der Steinbruch Aumühle. Der als Geotop ausgewiesene Steinbruch gehört zu den 100 schönsten Geotopen in Bayern.

## Wirtschaft und Infrastruktur

### Wirtschaft einschließlich Land- und Forstwirtschaft
2022 betrugen die Gemeindesteuereinnahmen 1.278.000 € (2017: 1.085.000 €), davon waren 259.000 € (netto) Gewerbesteuereinnahmen (2017: 217.000 €) und 796.000 € Anteil an der Einkommensteuer (2017: 670.000 €).
Im gleichen Jahr gab es in der Gemeinde 160 sozialversicherungspflichtige Beschäftigte (2017: 133 Beschäftigte). Von der Wohnbevölkerung standen 628 Personen in einem versicherungspflichtigen Beschäftigungsverhältnis (2017: 621 Personen). Damit war die Zahl der Auspendler um 468 Personen größer als die der Einpendler (2017: 488 Personen). 14 Einwohner waren 2022 arbeitslos (2017: 11 Einwohner). 2020 gab es 33 landwirtschaftliche Betriebe (2016: 32 Betriebe), die eine Fläche von 1126 ha (2016: 1087 ha) bewirtschafteten.

### Bildung
In der Gemeinde gibt es folgende Einrichtungen:
- Kindertagesstätte mit 75 Plätzen und 61 Kindern, davon 13 unter drei Jahren (Stand 1. März 2018)
- Grundschule Hainsfarth mit zwei Lehrkräften und 46 Schülern (Schuljahr 2019/2020)[11]

## Söhne / Töchter des Ortes
- Konrad von Heimesfurt, geistlicher Dichter (wirkte Anfang des 13. Jahrhunderts)
- Anton Braun (* in Hainsfarth; † 1540), römisch-katholischer Bischof in Eichstätt